# American Sociological Review
American Sociological Review ist eine akademische Zeitschrift, die von der American Sociological Association (ASA) und SAGE Publications publiziert wird. Die Zeitschrift erscheint alle zwei Monate.
Die American Sociological Association bestand anfangs größtenteils aus Mitgliedern des Fachbereichs Soziologie an der University of Chicago. Bis 1935 war das offizielle Journal der ASA das von der University of Chicago Press herausgegebene American Journal of Sociology. 1935 beschloss die ASA eine Zeitschrift zu gründen, die unabhängig von der Universität Chicago war. 1936 wurde die American Sociological Review gegründet.
Seit 2021 sind Arthur S. Alderson (Indiana University Bloomington) und Dina G. Okamoto (Indiana University Bloomington) Chefredakteure.
Laut Journal Citation Reports hatte die Zeitschrift 2019 einen Impact Factor von 5,39 und befand sich damit auf Rang eins aller betrachteten Zeitschriften der Soziologie.